# Jumeirah
Jumeirah (àrab: جميرا, Jumayrā) és un barri de la costa residencial de la ciutat de Dubai, Emirats Àrabs Units. Antigament fou una vila diferent de Dubai, poblada per pescadors, pescadors de perles i comerciants. A partir dels anys seixanta s'hi van començar a establir occidentals que treballaven a l'emirat. A Jumeirah es troba el famós Burj al-Arab, l'hotel més luxós del món. La mesquita de Jumeirah gaudeix també de gran fama. El complex de Jumeirah City amb centres comercials, torres, dos hotels de gran luxe i algunes àrees residencials s'ha obert als darrers anys; actualment s'està poblant l'illa Jumeirah una de les tres illes de la Palmera.